# L'empereur Auguste ferme les portes du temple de Janus
L'empereur Auguste ferme les portes du temple de Janus (italien : Augusto chiude le porte del tempio di Giano, aussi appelée La Paix d'Auguste) est une huile sur toile réalisée par Carlo Maratta vers 1655-1657 et exposée au palais des Beaux-Arts de Lille.

## Description
Le tableau est une huile sur toile de 280 × 275 cm (290,5 × 281,5 cm avec encadrement) qui dépeint la personnification de la Paix, rameau d'olivier à la main, apparaissant à Auguste qui prépare une offrande avec un brasero. Un conflit armé s'éteint, un guerrier enlève son carquois de flèches, les regards sont tournés vers le temple de Janus qui peut alors se refermer.

## Contexte historique
En 13 av. J.-C., les portes du temple de Janus furent fermées pour célébrer les pacifications en Espagne et en Germanie, et le début de la Pax Romana. La construction du grand autel de marbre, l'Ara Pacis Augustae, démarre cette année-là. Auguste a fermé les portes du temple à trois reprises durant son règne, soit autant de fois que dans toute l'Histoire de la Rome antique.

## Galerie dorée
Dans son contexte d'origine, le tableau était accompagné de huit autres œuvres réunies dans la Galerie dorée de l'hôtel de La Vrillière :
- Le Guerchin : 
  - Coriolan supplié par sa mère (1643), Caen, musée des Beaux-arts
  - Les Adieux de Caton d'Utique à son fils, 1635, huile sur toile, 263 × 267 cm, musée des Beaux-Arts de Marseille
  - Hersilie séparant Romulus et Tatius dit aussi Le Combat des Romains et des Sabins, 1645, huile sur toile, 253 × 267 cm, musée du Louvre, Paris
- Poussin, Camille livre le maître d'école de Faléries à ses écoliers, 1637, huile sur toile, 252 × 265 cm, musée du Louvre
- Pierre de Cortone :
  - César remet Cléopâtre sur le trône d'Égypte, musée des beaux-arts de Lyon
  - La Découverte de Remus (Musée du Louvre)
  - Auguste et la Sibylle, musée des beaux-arts de Nancy
- Alessandro Turchi, La Mort de Cléopâtre (~1640), 255 × 267 cm, musée du Louvre, Paris